# Boston (New York)
Pour les articles homonymes, voir Boston (homonymie).
Boston est une ville américaine du comté d'Érié, dans l'État de New York.